# کنورد پودلشنه
کنورد پودلشنه (به لهستانی:  Knorydy Podleśne) یک روستا در لهستان است که در گمینا بیلسک پودلاسکی واقع شده‌است.